# Liberté de conscience
La liberté de conscience est le droit accordé à une personne d'avoir les valeurs, les principes, les opinions, les religions et les croyances qu'elle veut. Ces choix vont conduire son existence. Cette liberté est plus ou moins reconnue et respectée par les lois inscrites dans les textes constitutionnels des différents pays et par la jurisprudence. Tous les pays ne respectent pas cette liberté.

## Droit international

### Déclaration universelle des droits de l'Homme
La Déclaration universelle des droits de l'Homme adoptée en 1948 par les Nations unies, mais qui n'a pas de portée contraignante, définit la liberté de conscience et de religion dans son article 18 :

« (1) Toute personne a droit à la liberté de pensée, de conscience et de religion ; ce droit implique la liberté de changer de religion ou de conviction ainsi que la liberté de manifester sa religion ou sa conviction seule ou en commun, tant en public qu’en privé, par l’enseignement, les pratiques, le culte et l’accomplissement des rites.
(2) Nul ne subira de contrainte pouvant porter atteinte à sa liberté d’avoir ou d’adopter une religion ou une conviction de son choix.
(3) La liberté de manifester sa religion ou ses convictions ne peut faire l’objet que des seules restrictions prévues par la loi et qui sont nécessaires à la protection de la sécurité, de l’ordre et de la santé publique, ou de la morale ou des libertés et droits fondamentaux d’autrui. »

### Convention européenne des droits de l'homme
« Art. 9 : Liberté de pensée, de conscience et de religion
1. Toute personne a droit à la liberté de pensée, de conscience et de religion ; ce droit implique la liberté de changer de religion ou de conviction, ainsi que la liberté de manifester sa religion ou sa conviction individuellement ou collectivement, en public ou en privé, par le culte, l’enseignement, les pratiques et l’accomplissement des rites.
2. La liberté de manifester sa religion ou ses convictions ne peut faire l’objet d’autres restrictions que celles qui, prévues par la loi, constituent des mesures nécessaires, dans une société démocratique, à la sécurité publique, à la protection de l’ordre, de la santé ou de la morale publiques, ou à la protection des droits et libertés d’autrui. »

Il ne faut pas confondre la liberté de conscience et la liberté de religion. La liberté de religion fait partie de celle de conscience, mais pour la Cour européenne des droits de l'homme, la liberté de religion n'est qu'une partie de la liberté de conscience[réf. nécessaire].
D'après la Cour européenne des droits de l'homme, une personne morale peut se prétendre victime d’une violation de sa liberté de pensée et de religion, mais contrairement à une personne physique, elle ne peut prétendre à la liberté de conscience (Kontakt-Information-Therapie et Hagen c. Autriche, décision de la Commission).
Pour la Cour européenne des droits de l'homme, la liberté religieuse se compose de deux éléments : la liberté de conscience ou de pensée, une liberté intérieure ne pouvant faire l’objet d’aucune restriction d'une part, et d'autre part la liberté de manifester sa religion et de pratiquer son culte, qui ne peut être limitée que pour des motifs tenant à la sauvegarde de l’ordre public.

## Par pays

### Canada
D'après l'article 2 de la Charte des droits et libertés, les Canadiens ont le droit à la liberté de conscience, de religion, de pensée, de croyance ainsi que d'opinion. Ces droits font partie des libertés fondamentales.
Le Canada différencie la liberté de conscience de la liberté de pensée.

« 2. Chacun a les libertés fondamentales suivantes :
a) liberté de conscience et de religion;
b) liberté de pensée, de croyance, d'opinion et d'expression, y compris la liberté de la presse et des autres moyens de communication;
c) liberté de réunion pacifique;
d) liberté d'association. »

— Article 2 de la Charte canadienne des droits et libertés

### Chine
En Chine, dans l'article 36 de la constitution de 1982, la liberté de conscience est autorisée par le gouvernement. Mais la situation religieuse reste complexe.

### États-Unis
La liberté de conscience est l'un des principes fondateurs des États-Unis. Elle est inscrite dans la Constitution des États-Unis. Dans le premier amendement, il est écrit "le Congrès n’adoptera aucune loi relative à l’établissement d’une religion, ou à l’interdiction de son libre exercice ".
Dans différents États, la liberté de conscience a été invoquée en 2013 par des organisations catholiques s'opposant à l'obligation — introduite par l'ObamaCare — de payer à leurs employés une couverture d'assurance pour la contraception considérées par les personnes considérées comme violation de la liberté religieuse.

### France
En France, la liberté de conscience fait partie des Principes fondamentaux reconnus par les lois de la République (PFRLR), qui sont des principes dégagés par le Conseil constitutionnel français et par le Conseil d'État, qui figurent dans le bloc de constitutionnalité, elle recouvre notamment le droit de ne pas être croyant, la liberté de culte du croyant, le droit de changer de religion ou de conviction, l'objection de conscience et le droit à l'éducation en accord avec ses convictions religieuses et philosophiques.
Elle découle d’articles fondateurs:

#### Articles fondateurs en France
« Nul ne doit être inquiété pour ses opinions, même religieuses, pourvu que leur manifestation ne trouble pas l'ordre public établi par la Loi »

— article 10 de la Déclaration des droits de l'Homme et du citoyen de 1789

« La laïcité garantit la liberté de conscience à tous. Chacun est libre de croire ou ne pas croire (...) »

— article 3 de la Charte de laïcité à l'École de 2013

« La République assure la liberté de conscience. Elle garantit le libre exercice des cultes sous les seules restrictions édictées ci-après dans l'intérêt de l'ordre public »

— article 1er de la loi de séparation des Églises et de l'État de 1905

#### Droit européen en France
Par ailleurs, comme d'autres pays européens, la France est liée à la #Convention européenne des droits de l'homme:
- l'article 9 de la Convention européenne des droits de l'homme définit le droit à la liberté de pensée, de conscience et de religion. Cela comprend aussi la liberté de changer de religion ou de convictions, et de manifester sa religion ou ses convictions individuellement ou collectivement, en public ou en privé, par le culte, l'enseignement, les pratiques et l’accomplissement des rites et l'objection de conscience selon la jurisprudence de la cour.

- l'article 2 du premier protocole additionnel à la Convention européenne des droits de l'homme permettant aux parents d'éduquer leurs enfants en accord avec leurs convictions religieuses et philosophiques[9]

La Commission de réflexion sur l'application du principe de laïcité dans la République parle de la liberté de conscience comme du « second pilier de la laïcité ».

### Maroc
Les marocains avaient presque conclu un accord de liberté religieuse durant la commission Mennouni mais il n'a pas été inscrit à leur texte constitutionnel.

### Suisse
En Suisse, la Constitution fédérale prévoit que « La liberté de conscience et de croyance est garantie. Toute personne a le droit de choisir librement sa religion ainsi que de se forger ses convictions philosophiques et de les professer individuellement ou en communauté » (article 15).

### Tunisie
Depuis 2014, la liberté de conscience est respectée en Tunisie.

### Algérie
Dans le texte de la nouvelle constitution adopté en novembre 2020, le droit à la liberté de croyance, un élément fondamental de chaque constitution de l’Algérie depuis que ce pays a obtenu son indépendance en 1962, a été supprimé.

### Union européenne
D'après la charte des droits fondamentaux de l'Union Européenne

#### Article 10
« Article 10
1. Toute personne a droit à la liberté de pensée, de conscience et de religion. Ce droit implique la liberté de changer de religion ou de conviction, ainsi que la liberté de manifester sa religion ou sa conviction individuellement ou collectivement, en public ou en privé, par le culte, l'enseignement, les pratiques et l'accomplissement des rites.
2. Le droit à l'objection de conscience est reconnu selon les lois nationales qui en régissent l'exercice. »

## Liberté de conscience et fanatisme
Le fanatique religieux est-il suffisamment libre pour bénéficier du droit à la liberté de conscience ? Selon le philosophe Henri Peña-Ruiz, le principe de liberté de conscience est une invention laïque et un rempart contre le fanatisme.
Ainsi, se fondant sur l'interdiction de l'abus de droit, la Cour européenne des droits de l'homme (CEDH) a dénié le droit d'association à des mouvements prônant la charia car contraires aux valeurs de la convention.

## Limites
Dans certains pays, la liberté de conscience est limitée par la mise en avant d'une religion : 40 pays au monde ont une religion officielle, et 40 autres une religion qui est favorisée sans avoir
de statut officiel. Certains chefs d'État doivent suivre la religion du pays.
Dans certains pays, des lois contre le blasphème très strictes interdisent l'expression différente de la norme ou la conversion depuis une religion spécifique.

### Autres limites supposées
D'après Os Guinness (en), la liberté de conscience est ce qui permet de concilier des différences profondes religieuses et idéologiques
Pour lui, la liberté de conscience est la première des libertés, nécessaire à la liberté d'expression et d'assemblée.
Il considère que cette liberté est menacée par le mariage du séparationisme [sic] avec un strict sécularisme, par un activisme islamique qui veut être privilégié, et par un radicalisme homosexuel.
Il considère que les chrétiens ne défendent pas suffisamment la liberté de conscience en se fondant excessivement sur la loi et insuffisamment sur l'émotion, en défendant des intérêts spécifiques plutôt que des intérêts communs.
Selon lui, beaucoup d'accords occidentaux anciens et acceptés sur la religion et la vie publique sont confrontés à de nouvelles réalités déstabilisant leur fonctionnement.

## Christianisme

### Historique
Daniel Olivier et Alain Patin considèrent que l'origine de la liberté de conscience se trouve dans la décision de Martin Luther de s'opposer à l'Église de Rome et au pape au sujet du commerce des indulgences (95 thèses, 1517), décision qui fut à l'origine de la naissance du protestantisme. À Worms, en 1521, Luther déclara : « Ma conscience est prisonnière des paroles de Dieu. Je ne veux ni ne puis me rétracter. Agir contre sa conscience est grave ; ce n'est ni sûr ni honnête ». Par cette déclaration, la conscience individuelle se révèle plus importante que le jugement d'un autre (le pape), et même d'un ensemble (le concile). Ce primat de la conscience individuelle est devenu pour une bonne part un acquis de l'homme moderne, même si grâce aux sciences humaines et aux enseignements de l'histoire, on en mesure mieux les limites du fait de différents types de pressions auxquelles on peut être soumis. Au début de la Réforme, dans les pays germaniques, le principe cujus regio, ejus religio (à chaque pays sa religion), a singulièrement réduit la liberté individuelle.
En France, Montaigne donne le titre "De la liberté de conscience" au chapitre XIX du livre II de ses Essais.
La Révolution française a finalement entériné le principe de liberté de conscience, contenu notamment dans la Déclaration des droits de l'homme et du citoyen de 1789 (article 10 : « Nul de doit être inquiété pour ses opinions, même religieuses... »,.
Dans l'Église catholique, la place de la liberté de conscience vis-à-vis du magistère et de l'autorité cléricale a historiquement fait l'objet de polémiques. Elle est dénoncée dans l'encyclique Mirari Vos en 1832 par le pape Grégoire XVI qui y voit un deliramentum (« une absurdité ») et la seule cause de la déchéance des anciens États puissants « pour amener la destruction des États les plus riches, les plus puissants, les plus glorieux, les plus florissants, il n'a fallu que cette liberté sans frein des opinions, cette licence des discours publics, cette ardeur pour les innovations ». Dans le Syllabus Errorum (1864), le pape Pie IX a qualifié la liberté de conscience de « délire ».

### Concile Vatican II
Saint Jean XXIII a tenu à ce que la question de la liberté religieuse soit inscrite au programme du concile Vatican II, de même que la question du judaïsme. Le concile, par la déclaration Dignitatis Humanae (1965), reconnaît la liberté religieuse :
« Cette liberté consiste en ce que tous les hommes doivent être exempts de toute contrainte de la part soit d’individus, soit de groupes sociaux et de quelque pouvoir humain que ce soit, de telle sorte qu’en matière religieuse nul ne soit forcé d’agir contre sa conscience ni empêché d’agir, dans de justes limites, selon sa conscience, en privé comme en public, seul ou en association avec d’autres » (§ 2).
Comme le précise le catéchisme de l'Église catholique, « Le droit à la liberté religieuse n’est [A] ni la permission morale d’adhérer à l’erreur, [B] ni un droit supposé à l’erreur, [C] mais un droit naturel de la personne humaine à la liberté civile, c’est-à-dire à l’immunité de contrainte extérieure […] ». Un débat a cours entre les théologiens pour savoir si les condamnations des papes du XIXe siècle sont devenues sans objet ou si elles restent d'actualité car portant sur le rejet des thèses [A] et [B] mentionnées dans le catéchisme.